# Boophthora
Boophthora is een muggenondergeslacht uit de familie van de kriebelmuggen (Simuliidae). De wetenschappelijke naam van het ondergeslacht is voor het eerst geldig gepubliceerd in 1921 door Günther Enderlein (als geslacht).

## Soorten
De volgende soorten zijn bij het geslacht ingedeeld:
- Simulium bujakovi Rubtsov, 1940
- Simulium erythrocephalum (De Geer, 1776)
- Simulium makunbei (Ono, 1977)
- Simulium quattuorfile Chen, Wu, Yang, 2010
- Simulium yonagoense Okamoto, 1958